# Гіднора африканська
{{#ifeq:0|0|{{#if:|{{#if:Hydnoraafricana|[[]}}|}}}}
Гіднора африканська (Hydnora africana) — вид паразитичних квіткових рослин родини гіднорові (Hydnoraceae). Це кореневий паразит, який живе на сукулентах з родини молочайних (Euphorbia).

## Поширення
Рослина поширена у Південній Африці.

## Опис
Квітка гіднори африканської, що знаходиться на поверхні землі, є тільки верхньою частиною рослини, більша ж її частина розташована під землею. Гіднора африканська живе і розвивається поза рослиною-господарем, але отримує всі поживні речовини від неї за допомогою присосок. У місці проникнення рослини-паразита корінь господаря значно розростається, що дає можливість паразитичній рослині витягувати поживні речовини. Розвиток рослини відбувається повільно, тому побачити квітку на поверхні велика рідкість. У прилеглих до ураженого кореня тканинах проростка паразита утворюються численні корневищеподібні структури. Коріння у молочаю зазвичай світліше, і, таким чином, їх легко відрізнити від кореневищ паразита, що мають темно-коричневий колір.
Квітка велика (15-20 сантиметрів заввишки), з соковитою текстурою, трубчаста, має три отвори. Виходить щось на зразок «чашолистків», які, як правило, з'єднані у верхній частині. У гіднори африканської немає стебла і листя, тому квіти виносяться на поверхню прямо від коріння. Сегменти квітки-паразита всередині яскравого оранжевого кольору. Трохи нижче, де вони з'єднуються в коротку трубу, знаходяться пильовики. Квіти гіднори не мають тичинок в звичайному сенсі цього слова. Є групи пиляків об'єднані в пучки. У нижній частині трубки стигматичні області. Базальна частина квітки має порожнину в ньому. У верхній частині порожнини білі яйцеклітини, де дозрівають насіння.
Квітка паразит є свого роду складною тимчасовою пасткою. Коли вона вперше відкривається, має білі ниткоподібні обмежувачі, що з'єднують розриви між «чашолистками». Отвори між ними малі, але цілком здатні пропустити комах. Жуки-скарабеї, які приваблюються запахом, потрапляють всередину квітки і не можуть звідти вибратися. Квітка тримає їх усередині досить довго, щоб комахи зібрали пилок з рильця в нижній частині трубки, але на відміну від хижих рослин він їх не переварює, а випускає через кілька днів. Нитки, які з'єднують «чашолистки» гіднори, розтягуються і жуки вільно вибираються з квітки.
Дозрілі плоди гіднори невеликі, до 9 см завдовжки, вщерть наповнені десятками тисяч крихітних насінин з дуже приємним смаком. Всі види ссавців і птахів небайдужі до них, і з задоволенням поширюють їх.